# 热带雨林的爆笑生活
《热带雨林的爆笑生活》（ジャングルはいつもハレのちグゥ，台译“哈雷小仔”，直译为“热带雨林总是ハレ（小晴）转グゥ（阿布）”，官方英译“HareGuu”，美国英译"Haré+Guu"，即"Haré et Guu"的诙谐连写法，"et"是法语“和”的意思）是日本女性漫画家金田一莲十郎所创作的一部描写少年生活的喜剧漫画，在艾尼克斯（2003年4月1日重组为史克威尔艾尼克斯）旗下的漫画杂志《月刊少年GANGAN》的1997年四月号到2003年一月号连载。共100话，单行本共10卷。本作被改编成26集的电视动画和2部OVA。（注：以下TV动画《热带雨林的爆笑生活》简称为“TV动画”，第一部OVA《热带雨林的爆笑生活DELUXE》（ジャングルはいつもハレのちグゥ デラックス）简称为“DELUXE”，第二部OVA《热带雨林的爆笑生活FINAL》（ジャングルはいつもハレのちグゥ FINAL）简称为“FINAL”）
续篇《小晴阿布》（ハレグゥ，台译“哈雷小子II”）在同一杂志的2003年二月号到2009年十月号连载。单行本全10卷。改名为《小晴阿布》的原因，据作者说是“没有必要拘泥于雨林”。
动画在台湾由八大电视台引进播出。在美国TV动画与DELUXE由AN Entertainment与Bang Zoom! Entertainment联合译制，FUNimation Entertainment发行，在FUNimation Entertainment旗下的FUNimation Channel频道播出；因不明原因未发行FINAL。在法国由Beez（BANDAI Entertainement European Zone）译制发行TV动画。
本作截止漫画第一部的日本本土总销量达到了390万本。

## 剧情梗概
- 热带雨林的爆笑生活

哈雷和小君在热带雨林中的故事。不过，在第29到58话，故事的舞台移动到了维达（哈雷的母亲）的娘家所在的城市。（如果认为城市是混凝土丛林的话，也可以说没有跑题）第一话的内容是维达从村里的集会回来，带来了名叫小君的孤儿。
- 小晴阿布

雨林的孩子们到了维达的娘家，并且在那里的学校上学。之后在第五卷大部分人回到了雨林，在第八卷中，部分孩子又到了城市。至第十卷，舞台又移向雨林，直至结局。

## 主要登场人物

### 主人公
哈雷（ハレ） 配音：日：爱河里花子／台：詹雅菁
大陸譯為小晴。小君的哥哥。住在雨林中的少年，初次登场时10岁。在《小晴阿布》第2卷的时候是初中2年级学生（13岁）。因为周围多是一些奇怪的人，他年纪轻轻就被人说成性格像是30岁的青年，和一般的孩子很不相同。在看到到奇怪的人时候，就会产生被害妄想。对小君为首的周围的人（特别是女性）所说的话言听计从的少年。本作中唯一的吐槽角色。和玛丽有接吻的经验，似乎是两情相悦，不过对玛丽的恋爱妄想的习惯有些困惑。被小君说是女权主义，妈妈控。很喜欢玩游戏，几乎拥有全部种类的家用游戏机。喝酒以后会大叔化，并且发酒疯。因为曾经数次进入小君的体内，所以能听懂外语。和父亲（克莱佛）有十年没有见面，所以关系很差。在弟弟小雨刚出生的时候，两人关系曾经缓和，但是仅持续了数格就开始吐血。在城市的学校和丽塔初次相会时，曾经突然觉得学校很有趣，看来还是继承了克莱佛的花花公子的性格。
小君（グゥ） 配音：日：渡边菜生子／台：雷碧文
大陸譯為阿布。哈雷的妹妹。身份不明的女主角。外表看起来是短发的少女，不过身体没有关节，也没有手指，嘴张开的时候是四方形的，很难认为她是人类。可以吞下所有的东西，体内有广阔的异次元空间。其中生活着人类和未知的生物。在吞下鲨鱼的时候，曾说吞到了别的胃里。因此危险的东西似是会到别的空间里去。她的饭量很小。
她会使用魔法棒变身成魔女，并且可以使用时空旅行等魔法。特征是无表情，态度冷淡。喜欢欺负哈雷。能够将脸变成美少女，也可以变成成年女性的姿态，也能巨大化。她枪法很好，在罗伯特之上。经常发动类似“维达争夺战”这类的事件。因为设定成没有家人，所以住在哈雷的家里，和哈雷上同一所学校。偶尔会披上熊的毛皮。喜欢取下长老的胸毛。
重要時刻哈雷思緒繁亂時，總能一語驚醒夢中人的方式影響哈雷或是其他人，讓他們做出正確的決定，也時常以詼諧的方式讓哈雷不再沮喪。

### 哈雷和小君身边的人
维达（ウェダ） 配音：茂吕田薰／台：楊凱凱
哈雷的母亲。实际本片的女主角（因为小君身材的原因，杀必死的工作基本由维达负责）。连载开始时25岁。擅长打猎。平时把家务事交给儿子做，经常穿着内衣在屋子里走来走去，或者喝酒喝得大醉。其实她是城市的有钱人家的大小姐，14岁的时候怀孕，并且和父亲断绝了关系来到了雨林。有哥哥和姐姐各一名。小时候体弱多病，是个不善于表达自己感情的内向少女，到了雨林以后，逐渐变得积极和强悍。不过偶尔可以看到她表现出细腻敏感的气质。在怀了小雨以后，和克莱佛结婚。
蕾贝卡（レベッカ） 配音：中村尚子／台：詹雅菁
哈雷的邻居。初登场时27岁。和维达的关系很好。她的母亲在她小时时候溺死在河里，从此她被卜库特（雨林中的一种生物）抚养长大。经常受到卜库特的照顾，不过本人并不知道。和雷吉交往之中，目前似乎快要结婚了。
雷吉（レジィ） 配音：井上和彦／台：劉傑
哈雷学校的老师。初登场时27岁。有时候会因为自己很困而把上课变成午睡的时间。（而困的原因是半夜看动画的重放）玛丽的哥哥。在失去了双亲，一个人养育玛丽的困难时期，碰到了带着刚出产的哈雷的维达，同病相怜的两人于是合力抚养孩子。后来因为维达的酒瘾太大而分开了。因为和丽贝卡交往，所以被卜库特所怨恨，不过拜访过卜库特的王以后，这种怨恨基本上平息了。之后就任了人类首位卜库特的王。
波尔（ボーア） 配音：玄田哲章／台：孫中台
村子的长老兼村长。特征是茂盛的胸毛。虽然胸毛被剃了以后会受到打击并且没有精神，不过立刻胸毛再生的情况很多。有一次被小君把胸毛剃了，并且长不出来，没办法只好戴上假的胸毛掩人耳目。后来胸毛被压抑的成长能力一气爆发，以至于把他家的房子也覆盖了。现在虽然恢复了正常，不过体内变成了毛球状态，里边甚至死了很多只蟑螂。目前已从长老兼村长的位子上退了下来。是托波斯特的曾祖父。
克莱佛（クライヴ） 配音：真殿光昭/大本真基子（童年）／台：魏伯勤
从城市来到丛林学校的保健医生。初登场时29岁。原来是维达的主治医生，10年以后在雨林和她重逢，并且得知了自己是哈雷的父亲。作为医生很优秀，不过喜欢玩弄女性，在哈雷问维达父亲是怎样的人时，维达说他性格有缺陷。不过，在他知道维达怀了哈雷并且和娘家断绝了关系以后，对当时自己以玩玩的心态引诱维达很后悔。后来维达第二次怀孕时，向维达求婚，二人成为名符其实的夫妻。母亲是勾搭男人的没有节操的女人，在他少年的时候和他很疏远。和儿子哈雷的关系也很差。哈雷因为不想承认他是父亲而称他为“保健医生”。在作维达主治医生的时候，还不到20岁，从此也可以看出他的头脑非常好。不善饮酒，基本也不喝酒，不过喝了酒的话会像小孩子一样撒娇。原本是黑发，染成了白发。不过因为白发的他被达马当成了死去的丈夫，所以采纳了哈雷的建议又染了回来。
小雨（アメ） 配音：白鸟由里
维达和克莱佛的第二个孩子，以此为契机二人结婚了。在哈雷12岁时诞生的弟弟。他的名字的来源是哈雷回到过去的时候，对过去的维达说自己名字叫小雨。经常被小君吞下。现在应该有1岁了，不过作者有为了偷懒而把他简略化的倾向。
切特 （チェット） 配音：吉水孝宏
通称傻子情侣（男）。为了研究遗迹到了雨林并且住了下来。出身是英国的上流阶级。总是和阿蒂粘在一起。在登场时经常需要用马赛克来遮盖他们的亲热举动。
艾蒂（アディ） 配音：宇和川惠美
通称傻子情侣（女）。在做导游的时候和切特相遇。总是和切特粘在一起。
达玛（ダマ） 配音：神代知衣/弥永和子/小山茉美
住在邻村的理发店的婆婆。自稱擁有可以看見人身邊的守護靈的能力，看見哈雷的守護靈時被嚇得半死，而且堅持不提；小君身邊似乎沒有守護靈，原因皆不明。每次看到白发的男性（如克莱佛）的时候就会狂化。后来，又和劫持哈雷作人质的银行强盗（后来成为她的丈夫）展开死斗。在救了维达的时候，被雨林的人们当成英雄一样的对待。后来她被杀手利用，变装以后想要取维达的性命。在动画版中，她暴走的威力得到了加强。在和银行强盗打斗时，其战斗场面达到了七龙珠的水准，而且她的头发也是为了抑制自己的能力而专门戴上的特别重的假发。在OVA中，因为配合变装的情节，连配音也换了。
由米（ユミ） 配音：皆川纯子
在雷吉生病时来代课的老师。很容易迷上别人，一开始喜欢雷吉，但是后来转而喜欢克雷佛，直至哈雷。最后开始跟踪托波斯特。用椅子殴打雷吉和破坏哈雷的家的暴力的一面也很引人注目。她从打击中恢复的速度非同常人。在新系列的第五卷，和托波斯特开始互相喜欢。
银行强盗 配音：藤原启治
在城市因为维达的活跃，抢劫银行失败以后，为了复仇来到了雨林，不过被达马所击败。后来和达马结婚。他的名字是多姆。和哈雷在游戏方面很有共同话题，原作中只说了一两句，动画版谈的更加深入。
“那个” 兄（配音：櫻井孝宏）妹（配音：矢島晶子）
又黑又硬闪闪发光的喜欢暗处窄处湿处的移动相当迅速的生物被魔棒变成人类的姿态。最初住在哈雷家，后来因为维达大扫除，搬到了古普塔家。在古普塔到城市的时候潜入到他的鞋子里，也到了维达的娘家，并开始繁殖起来。

### 哈雷的同学
玛丽（マリィ） 配音：松冈由贵／台：楊凱凱
雷吉的妹妹。喜欢哈雷，和他是恋人。因为对哈雷的爱情过于强烈，经常会暴走。喜欢谈论他人的恋爱关系，有时候会对哈雷进行大胆的进攻。手很灵巧，会自己做衣服。做菜的手艺一般。在生下来之后不久双亲就去世了，懂事之前是由哥哥和维达共同抚养的，所以对维达的感情很深。可以说是哈雷的乳兄妹。
哈雷和玛丽的恋情虽然在漫画第一部已经出现，但是由于哈雷优柔寡断的性格，一直进展缓慢。不过在新系列中，通过接吻、告白等方式确立了恋爱关系。对哈雷的爱情随着时间的经过越来越深，新系列的第五卷哈雷曾说“我迟早会被被玛丽杀掉。”经常轻松的说出很恐怖的话。
托波斯特/德波迪（トポステ） 配音：前田近美／台：雷碧文
波亚的重孙子。说大阪腔。喜欢吃卜库特。后来长出了胸毛。和曾祖父一样，对胸毛的爱非常强烈。一段时期不吃卜库特以后，胸毛引发的异常，改变了他的性格。有一段时间被胸毛洗脑，在城市的学校当上了班长。新系列中和由米老师相爱。
古普塔（グプタ） 配音：保志总一朗／台：魏伯勤
虽然性格强势，不过害怕飞机和鬼故事。房间很髒，因此在去城市的时候把“那个”兄妹也带去了。一开始对拉维纳单相思，最后终于告白成功，变成情侣。除了斯瓦西里语，还学了另外三门语言，有志成为多国语言翻译家。
威格尔（ウイグル） 配音：岩永哲哉
喜欢维达。在维达结婚的时候很受打击，曾经暴走，但是后来恢复了常态。
曾经的兴趣是人妻。不过在《小晴阿布》的第二卷，他发现自己对人妻失去了兴趣，于是变成了没有特点的角色。
拉维纳（ラヴェンナ） 配音：白鳥由里／台：詹雅菁
班上像大姐姐一样的人物。迟钝，爱忘事的天然呆角色。阿西奥是她喜欢的类型。旧系列中，是被称为“特征是没有特征”的不起眼角色。虽然接受了古普塔的告白，不过两人只是像朋友一样交往。
瓦吉（ワジ） 配音：岸尾大輔
总是在笑。性别不明。虽然在旧第二卷的旁白的称呼是“他”，不过在旧九卷以后作为女性描写的事情居多。特别是旧十卷后记的四格漫画中，作者评价说“无所谓男女”。由于动画版的声优是男性，所以大部分人认为他是男性。第一人称是boku，从此大约可以推断出来他是男的，不过在一个所有男性一起护住下身的场景中，他却和女性角色一样没什么反应，所以是女性的可能也存在。但是，在身体检查的时候，他是和男性一起进行的，果然真相不明。有被父亲虐待的隐藏设定。
萨齐（サギン） 配音：石川静
几乎没有台词的黄头发男孩。总是与拉雅在一起。
拉雅（ラーヤ） 配音：仓田雅世
几乎没有台词的绿头发女孩。与玛丽同年级，关系很好。
在雨林的学校中，全体学生在同一间教室里上课，在《小晴阿布》的第二卷，他们开始在城市的学校上课，于是设定了以下的年龄差：
| 年龄差    | 角色（誕生月）                                  |
| --------- | ----------------------------------------------- |
| +6        | 威古鲁（6）                                     |
| +4        | 古布塔（5）、拉维纳（4）                        |
| +3        | 瓦吉（7）                                       |
| 0（基準） | 哈雷（1）、托波斯特（12）、萨齐（5）、小君（?） |
| -2        | 玛丽（8）、拉雅（10）                           |

### 城市的人们
罗伯特（ロバート） 配音：森久保祥太郎
维达和哈雷的保镖。初次登场时19岁。是日本人，本名是鵲柊一。是个爽快的人，杀人不眨眼。善于使刀和手枪，但是对近身格斗不擅长。在作品中还没有杀过人。暗恋维达。
贝尔（ベル） 配音：橫尾麻里／台：楊凱凱
房子的佣人，作女佣打扮。把维达小时候开始照顾她。性别不详，喜欢维达，经常做出对维达的幻想而流出鼻血。善于格斗，可以使出“如果在格斗游戏中对朋友使出就会失去他的友情”的无限连击。因为克莱佛让维达离家出走，所以对克莱佛恨之入骨，只要见到就把他揍个半死。克莱佛以外的人只要有对维达出手的也要置于死地。
动画版中，登场的时候背景会响起拉丁风格的音乐。
阿西奥（アシオ） 配音：置鮎龍太郎／台：劉傑
贝尔的后辈的佣人。和贝尔一样从小就认识维达。对维达有好感。平时做一些修房子或者修剪草坪的工作。特征是过长的睫毛，不过少年时代没有这么长。说大阪腔。初次登场的时候是一个老是说奇怪的话的人，不过后来越来越正经了。经常只是因为出现的时机不对受到贝尔的攻击，也经常因为对贝尔的话进行多余的吐槽而被攻击。
夏隆（シャロン） 配音：麻生かほ里
维达的母亲。印度出身。出身高贵，但是有时候会变得很麻烦。进入新系列以后脸变得年轻了。曾因無力阻止丈夫將未婚生子的女兒维达趕出去而自責不已。故後來维达回到城市想盡辦法要彌補自己的女兒和孫子。個性上來說在本作算得上是少數正常的角色。
莉塔（リタ） 配音：高野直子
和哈雷同班的女性朋友。个人主义。善于照顾人，心肠很好。不过受到了一些女生的“八面玲珑”“伪善”的议论的影响，认为自己是为了自己的满足而帮助别人的。不过，和哈雷相遇以后，开始改变。是哈雷的城市生活的镇定剂。
每次登场都有明显的成长，所以被玛丽视为情敌。

### 小君体内的人和生物
橘誠一  配音：石田彰
被小君吞进去以前是高三的学生（据本人说是非常好的学校），风纪委员。因为被吞了进来，所以没办法读大学了，不过本人对此并不在意。
摩耗智代（摩耗ともよ，译法不一，台版译“摩耗优”或“摩耗智代”）  配音：冰上恭子
在被小君吞入以前是帮忙做家务的人。天然呆。和诚一一样，性格乐观，不知道什么是害怕。18岁。很喜欢叫做菲的鸟和哈雷的弟弟小雨，似乎是小雨被吞入的时候的保护者。
山田宏子（山田ひろこ，译法不一，台译“山田博子）  配音：古山あゆみ
九州出身。原来是白领女性，22岁。和上司曾有婚外情，后来分手了。因为不堪分手的痛苦，从玄界灘投水，不过没有死成，被小君吞了进来。虽然是个美人，不过有二重人格，暴走的时候声音很恐怖。经常表达对原来婚外情的上司的怨恨，或者想要拉着哈雷一起殉情。结果还是在小君的体内健康的生活着。动画版当中，经常喝酒，在OVA的FINAL的片头中，和由米老师一起喝酒。总是带着清酒“鬼杀”。
菲
哈雷在雨林中养的小鸟。在被小君吞入体内以后，被智代看上，不放它出来。它被吞的时候，哈雷感到强烈的负罪感，原因是比起菲被吞下，他更加在意不知从哪里发出的“这是什么？好可爱”的声音。(在TV動畫中第1集是發出“阿!鳥兒!”的聲音)

## 出版書籍
哈雷小子
| 卷數 | 艾尼克斯→史克威爾艾尼克斯 | 艾尼克斯→史克威爾艾尼克斯 | 大然文化   | 大然文化           |
| 卷數 | 發售日期                  | ISBN                      | 發售日期   | ISBN               |
| ---- | ------------------------- | ------------------------- | ---------- | ------------------ |
| 1    | 1998年1月                 | ISBN 4-87025-245-7        | 1998年12月 | ISBN 957-25-4776-3 |
| 2    | 1998年7月                 | ISBN 4-87025-324-0        | 1999年11月 | ISBN 957-25-4777-1 |
| 3    | 1999年2月                 | ISBN 4-87025-465-4        | 1999年12月 | ISBN 957-25-4778-X |
| 4    | 1999年8月                 | ISBN 4-7575-0069-6        | 2000年4月  | ISBN 957-25-5207-4 |
| 5    | 2000年2月                 | ISBN 4-7575-0174-9        | 2000年9月  | ISBN 957-25-5646-0 |
| 6    | 2000年6月                 | ISBN 4-7575-0259-1        | 2001年2月  | ISBN 957-25-5995-8 |
| 7    | 2000年11月                | ISBN 4-7575-0344-X        | 2001年9月  | ISBN 957-25-6476-5 |
| 8    | 2001年8月                 | ISBN 4-7575-0523-X        | 2002年5月  | ISBN 957-25-7117-6 |
| 9    | 2002年4月                 | ISBN 4-7575-0677-5        | 2002年10月 | ISBN 957-25-7571-6 |
| 10   | 2003年1月                 | ISBN 4-7575-0853-0        | 2003年4月  | ISBN 957-25-8154-6 |

導讀手冊
- ジャングルはいつもハレのちグゥ オフィシャルファンブック：2001年8月發售、ISBN 4-7575-0526-4

哈雷小子II
| 卷數 | 史克威爾艾尼克斯 | 史克威爾艾尼克斯       | 青文出版社     | 青文出版社             |
| 卷數 | 發售日期         | ISBN                   | 發售日期       | ISBN                   |
| ---- | ---------------- | ---------------------- | -------------- | ---------------------- |
| 1    | 2003年8月22日    | ISBN 4-7575-1009-8     | 2004年8月25日  | ISBN 957-509-907-9     |
| 2    | 2004年4月22日    | ISBN 4-7575-1139-6     | 2004年11月25日 | ISBN 957-509-961-3     |
| 3    | 2004年11月22日   | ISBN 4-7575-1323-2     | 2005年5月10日  | ISBN 986-15-6088-2     |
| 4    | 2005年9月22日    | ISBN 4-7575-1522-7     | 2006年2月15日  | ISBN 986-15-6453-5     |
| 5    | 2006年7月22日    | ISBN 4-7575-1722-X     | 2006年11月25日 | ISBN 986-15-6746-1     |
| 6    | 2007年3月22日    | ISBN 978-4-7575-1968-8 | 2007年10月24日 | ISBN 978-986-209-087-9 |
| 7    | 2007年11月22日   | ISBN 978-4-7575-2133-9 | 2008年4月8日   | ISBN 978-986-209-255-2 |
| 8    | 2008年7月22日    | ISBN 978-4-7575-2323-4 | 2008年10月15日 | ISBN 978-986-209-585-0 |
| 9    | 2009年3月21日    | ISBN 978-4-7575-2510-8 | 2009年6月12日  | ISBN 978-986-209-894-3 |
| 10   | 2009年11月21日   | ISBN 978-4-7575-2716-4 | 2010年1月2日   | ISBN 978-986-256-158-4 |

## 动画

### 電視動畫

#### 製作團隊
- 原作 - 金田一蓮十郎
- 監督 - 水島努
- 系列構成 - 横手美智子
- 總作畫監督 - 釘宮洋
- 美術監督 - 高崎あゆみ
- 色彩設計 - 松谷早苗
- 編輯 - 小島俊彦
- 錄音監督 - 大熊昭
- 音樂 - 多田彰文
- 製作人 - 具嶋朋子、板橋秀徳、茂木仁史、齋藤敦
- 製作 - 東京電視台、創通映像、新銳動画

#### 主題曲
片頭曲《LOVE☆トロピカ〜ナ》
作詞 - 吉元由美 / 作曲 - 小杉保夫 / 歌 - Sister MAYO
片尾曲《おはし》
作詞 - 梅原恵理 / 作曲 - 梅原恵理 / 歌 - 0930（Okusama）

#### 各話列表
| 話数       | 日文標題 | 中文標題                                          | 腳本       | 分鏡              | 演出              | 作畫監督          | 播放日期      | 錄影帶／ DVD區分 |
| ---------- | -------- | ------------------------------------------------- | ---------- | ----------------- | ----------------- | ----------------- | ------------- | ---------------- |
| illusion1  |          | 開始了、開始了                                    | 横手美智子 | 水島努            | 水島努            | 釘宮洋            | 2001年 4月3日 | 第1卷            |
| illusion2  |          | 午睡呼嚕呼嚕                                      | 萩田寛子   | 池端たかし        | 池端たかし        | 針金屋英郎        | 4月10日       | 第1卷            |
| illusion3  |          | 胸毛GO!                                           | 横手美智子 | 善聡一郎          | 善聡一郎          | 嶋津郁雄          | 4月17日       | 第2卷            |
| illusion4  |          | 早上啾                                            | 萩田寛子   | 義野利幸          | 山本寛            | 池田和美          | 4月24日       | 第2卷            |
| illusion5  |          | 保健醫師                                          | 萩田寛子   | 池端たかし        | 池端たかし        | 針金屋英郎        | 5月1日        | 第2卷            |
| illusion6  |          | 叢林溫泉                                          | 横手美智子 | 川崎逸朗          | 多田俊介          | 杉光登            | 5月8日        | 第2卷            |
| illusion7  |          | 妄想叢林                                          | 横手美智子 | 義野利幸          | 善聡一郎          | 釘宮洋            | 5月15日       | 第3卷            |
| illusion8  |          | XX山田                                            | 萩田寛子   | 山本寛            | 山本寛            | 池田和美          | 5月22日       | 第3卷            |
| illusion9  |          | 黑黑的大大的硬硬的發光的 臭臭的發出奇怪聲音的生物 | 横手美智子 | 水島努            | 水島努            | 針金屋英郎        | 5月29日       | 第3卷            |
| illusion10 |          | 喜歡喜歡老頭子                                    | 萩田寛子   | 善聡一郎          | 善聡一郎          | 東出太            | 6月5日        | 第3卷            |
| illusion11 |          | 簡稱海野                                          | 萩田寛子   | 池端たかし        | 池端たかし        | 大河原晴男        | 6月12日       | 第4卷            |
| illusion12 |          | 祭典接連不斷                                      | 横手美智子 | 川崎逸朗 佐藤雅弘 | 多田俊介          | 杉光登            | 6月19日       | 第4卷            |
| illusion13 |          | 大箱子                                            | 横手美智子 | 水島努            | 善聡一郎          | 針金屋英郎        | 6月26日       | 第4卷            |
| illusion14 |          | 噗!                                               | 萩田寛子   | 武本康弘          | 武本康弘          | 米田光良          | 7月3日        | 第4卷            |
| illusion15 |          | 卜庫特傳說                                        | 横手美智子 | 霧島悟郎 水島努   | 池端たかし 水島努 | 釘宮洋 針金屋英郎 | 7月10日       | 第5卷            |
| illusion16 |          | 睡在旁邊                                          | 萩田寛子   | 正木伸之介        | 多田俊介          | 杉光登            | 7月17日       | 第5卷            |
| illusion17 |          | 溫蒂17歲                                          | 萩田寛子   | 善聡一郎          | 善聡一郎          | 原勝徳            | 7月24日       | 第5卷            |
| illusion18 |          | 喜歡喜歡老頭子 豪華篇                             | 水島努     | 水島努            | 水島努            | 東出太            | 7月31日       | 第5卷            |
| illusion19 |          | 沙啦啦                                            | 横手美智子 | 池端たかし        | 池端たかし        | 山沢実            | 8月7日        | 第6卷            |
| illusion20 |          | 白色的世界                                        | 横手美智子 | 山本寛            | 山本寛            | 米田光良          | 8月14日       | 第6卷            |
| illusion21 |          | Airport 21～和食與西餐～                          | 萩田寛子   | 多田俊介          | 多田俊介          | 関口可奈味        | 8月21日       | 第6卷            |
| illusion22 |          | 羅伯特先生                                        | 萩田寛子   | 義野利幸          | 善聡一郎          | 原勝徳            | 8月28日       | 第6卷            |
| illusion23 |          | 假面                                              | 横手美智子 | 水島努            | 下田久人          | 乙幡忠志          | 9月4日        | 第7卷            |
| illusion24 |          | 休息                                              | 萩田寛子   | 武本康弘          | 武本康弘          | 米田光良          | 9月11日       | 第7卷            |
| illusion25 |          | 恐怖!有人情味的扮鬼遊戲                           | 横手美智子 | 義野利幸          | 下田久人          | 針金屋英郎        | 9月18日       | 第7卷            |
| illusion26 |          | 結束了、結束了                                    | 横手美智子 | 水島努            | 水島努            | 釘宮洋            | 9月25日       | 第7卷            |

#### 播放電視台
| 播放地區       | 播放電視台   | 播放日期               | 播放時間                   | 聯播網                     |
| -------------- | ------------ | ---------------------- | -------------------------- | -------------------------- |
| 關東廣域圈     | 東京電視台   | 2001年4月3日 - 9月25日 | 星期二 18時00分 - 18時30分 | 東京電視台系列             |
| 北海道         | 北海道電視台 | 2001年4月3日 - 9月25日 | 星期二 18時00分 - 18時30分 | 東京電視台系列             |
| 愛知縣         | 愛知電視台   | 2001年4月3日 - 9月25日 | 星期二 18時00分 - 18時30分 | 東京電視台系列             |
| 大阪府         | 大阪電視台   | 2001年4月3日 - 9月25日 | 星期二 18時00分 - 18時30分 | 東京電視台系列             |
| 岡山縣、香川縣 | 瀨戶內電視台 | 2001年4月3日 - 9月25日 | 星期二 18時00分 - 18時30分 | 東京電視台系列             |
| 福岡縣         | TVQ九州放送  | 2001年4月3日 - 9月25日 | 星期二 18時00分 - 18時30分 | 東京電視台系列             |
| 三重縣         | 三重電視台   | 2001年6月 -            | 星期五 6時00分 - 6時30分   | 獨立UHF局                  |
| 日本全域       | BS Japan     | 2001年4月4日 - 9月26日 | 星期三 18時25分 - 18時55分 | 東京電視台系列・BS技術放送 |
| 日本全域       | AT-X         |                        |                            | 動畫專門頻道               |
| 日本全域       | Kids Station |                        |                            | 動畫專門頻道               |

### OVA

#### 製作團隊
哈雷小子 DELUXE
- 監督 - 水島努
- 系列構成 - 横手美智子
- 總作畫監督 - 釘宮洋
- 美術監督 - 高崎あゆみ
- 色彩設計 - 松谷早苗
- 音響監督 - 小林克良（1-3卷）→大熊昭（4-6卷）
- 音樂 - 多田彰文
- 製作人 - 湯川淳、倉重宣之、板橋秀徳、八木仁、茂木仁史、齋藤敦
- 製作 - 萬代影視、艾尼克斯、創通agency、日本古倫美亞→古倫美亞音樂娛樂、新銳動畫

哈雷小子 FINAL
- 監督 - 水島努
- 系列構成 - 横手美智子
- 總作畫監督 - 釘宮洋
- 美術監督 - 古賀徹
- 色彩設計 - 松谷早苗
- 音響監督 - 大熊昭
- 音樂 - 多田彰文
- 音樂製作人 - 八木仁
- 製作人 - 湯川淳、倉重宣之、中野崇、山崎敦、茂木仁史、齋藤敦
- 製作 - 萬代影視、史克威爾艾尼克斯、創通映像、新銳動画

#### 主題曲
哈雷小子 DELUXE
片頭曲《LOVE☆トロピカ〜ナ デラックス》
作詞 - 吉元由美 / 作曲 - 小杉保夫 / 歌 - Sister MAYO
片尾曲《ファンファン&シャウト》
作詞 - 斎藤謙策 / 作曲 - ジャック・伝・ヨール / 歌 - Sister MAYO

哈雷小子 FINAL
片頭曲《LOVE☆トロピカ〜ナ ファイナル》
作詞 - 吉元由美 / 作曲 - 小杉保夫 / 歌 - Sister MAYO withファイナル隊
標題雖然和《LOVE☆トロピカ〜ナ》相同，但全是不同的曲子。
片尾曲《テルテル坊主》
作詞 - 斎藤謙策 / 作曲 - ジャック・伝・ヨール / 歌 - 哈雷（愛河里花子）

#### 各話列表
| 話數            | 日文標題        | 中文標題                                                | 腳本            | 分鏡            | 演出            | 作画監督        | 錄影帶／DVD區分 | 發售日期        |
| 哈雷小子 DELUXE | 哈雷小子 DELUXE | 哈雷小子 DELUXE                                         | 哈雷小子 DELUXE | 哈雷小子 DELUXE | 哈雷小子 DELUXE | 哈雷小子 DELUXE | 哈雷小子 DELUXE | 哈雷小子 DELUXE |
| --------------- | --------------- | ------------------------------------------------------- | --------------- | --------------- | --------------- | --------------- | --------------- | --------------- |
| illusion I      |                 | 新來的迦羅鬼                                            | 横手美智子      | 水島努          | 水島努          | 杉光登          | 第1卷           | 2002.08.25      |
| illusion II     |                 | 求婚事件                                                | 横手美智子      | 武本康弘        | 武本康弘        | 池田和美        | 第1卷           | 2002.08.25      |
| illusion III    |                 | 請等一下 瑪麗                                           | 萩田寛子        | 山本寛          | 山本寛          | 池田和美        | 第2卷           | 2002.09.25      |
| illusion IV     |                 | 第二回                                                  | 横手美智子      | 水島努          | 池端たかし      | 釘宮洋          | 第2卷           | 2002.09.25      |
| illusion V      |                 | 又黑又硬閃閃發光的喜歡暗處窄處 濕處的移動相當迅速的生物 | 横手美智子      | 武本康弘        | 武本康弘        | 池田和美        | 第3卷           | 2002.10.25      |
| illusion VI     |                 | 喜歡喜歡老頭子 瘋狂戰士                                 | 水島努          | 水島努          | 水島努          | 東出太          | 第3卷           | 2002.10.25      |
| illusion VII    |                 | 心跳2我的天使                                           | 萩田寛子        | 池端たかし      | 多田俊介        | 杉光登          | 第4卷           | 2002.11.25      |
| illusion VIII   |                 | 胸毛大陸                                                | 水島努          | 水島努          | 水島努          | 原勝徳          | 第4卷           | 2002.11.25      |
| illusion IX     |                 | 傾向和對策                                              | 萩田寛子        | 山本寛          | 山本寛          | 池田和美        | 第5卷           | 2002.12.21      |
| illusion X      |                 | 原因和結果                                              | 横手美智子      | 山本寛          | 山本寛          | 池田和美        | 第5卷           | 2002.12.21      |
| illusion XI     |                 | DOGGIE AND BUNNY（前篇）                                | 横手美智子      | 水島努          | 水島努          | 釘宮洋          | 第6卷           | 2003.01.25      |
| illusion XII    |                 | DOGGIE AND BUNNY（後篇）                                | 横手美智子      | 水島努          | 水島努          | 釘宮洋          | 第6卷           | 2003.01.25      |
| 哈雷小子 FINAL  |                 |                                                         |                 |                 |                 |                 |                 |                 |
| illusion i      |                 | 謹致問候                                                | 横手美智子      | 水島努          | 水島努          | 釘宮洋          | 第1卷           | 2003.12.21      |
| illusion ii     |                 | 莉塔                                                    | 横手美智子      | 水島努          | 水島努          | 釘宮洋          | 第1卷           | 2003.12.21      |
| illusion iii    |                 | 學園天國                                                | 横手美智子      | 佐藤雅弘        | 多田俊介        | 関口可奈味      | 第2卷           | 2004.01.25      |
| illusion iv     |                 | 學園地獄                                                | 横手美智子      | 多田俊介        | 多田俊介        | 石井百合子      | 第2卷           | 2004.01.25      |
| illusion v      |                 | 朋友                                                    | 横手美智子      | 高橋渉          | 高橋渉          | 針金屋英朗      | 第3卷           | 2004.02.25      |
| illusion vi     |                 | 酒鬼歸來                                                | 萩田寛子        | 義野利幸        | 高橋渉          | 針金屋英朗      | 第3卷           | 2004.02.25      |
| illusion vii    |                 | 胸毛默示錄                                              | 萩田寛子        | 山本寛          | 山本寛          | 池田和美        | 第4卷           | 2004.03.25      |
| illusion viii   |                 | 大大的拉維納                                            | 水島努          | 山本寛          | 山本寛          | 池田和美        | 第4卷           | 2004.03.25      |
| illusion ix     |                 | RPG試玩版                                               | 廣川浩二        | 水島努          | 高橋渉          | 釘宮洋          | 第5卷           | 2004.04.25      |
| illusion x      |                 | RPG盜版                                                 | 廣川浩二        | 水島努          | 高橋渉          | 釘宮洋          | 第5卷           | 2004.04.25      |
| illusion xi     |                 | 再也不要戀愛了                                          | 萩田寛子        | 橘正紀          | 多田俊介        | 石井百合子      | 第6卷           | 2004.05.25      |
| illusion xii    |                 | 我的爸爸                                                | 萩田寛子        | 多田俊介        | 多田俊介        | 関口可奈味      | 第6卷           | 2004.05.25      |
| illusion xiii   |                 | 硝煙是口紅的芳香（前篇）                                | 横手美智子      | 武本康弘        | 武本康弘        | 米田光良        | 第7卷           | 2004.06.25      |
| illusion xiv    |                 | 硝煙是口紅的芳香（後篇）                                | 横手美智子      | 武本康弘        | 武本康弘        | 米田光良        | 第7卷           | 2004.06.25      |